# Telemah
Telemah je lik iz grčke mitologije, sin Odiseja, kralja Itake, i Penelope. Njegovo ime u prevodu znači " onaj koji je daleko od bitke". O njemu piše Homer u delima Ilijada i Odiseja. Odmah po njegovom rođenju Odisej je morao da ide u Trojanski rat, a o njemu se brinuo vaspitač Mentor po čijem imenu je nastala istoimena reč koja se upotrebljava u savremenom jeziku za učitelja ili savetnika.
Uz pomoć boginje Atine, Telemah je uspeo da savlada i odbije sve Penelopine prosce do Odisejevog povratka. Postoji i legenda da se Telemah kasnije oženio čarobnicom Kirkom koja je Odisejeve saputnike pretvarala u svinje.